# Andris Nelsons
Andris Nelsons (Riga, 18 novembre 1978) è un direttore d'orchestra lettone.

## Biografia
Andris Nelsons è nato a Riga da una famiglia di musicisti che lo ha portato, all'età di cinque anni, a vedere una rappresentazione del Tannhäuser di Richard Wagner, esperienza considerata da Nelsons profondamente formativa.
Ancora molto giovane, Nelsons ha imparato 
a suonare il pianoforte e la tromba e ha cantato in molte orchestre e opere come basso-baritono. Ha suonato nell'orchestra dell'Opera Nazionale Lettone come trombettista.

### Carriera
Nelsons ha studiato come direttore d'orchestra con Alexander Titov a San Pietroburgo e partecipato ad alcuni corsi di perfezionamento con Neeme Järvi e Jorma Panula. Quando ha sostituito all'ultimo momento un trombettista della Filarmonica di Oslo, Nelsons ha attirato l'attenzione di Mariss Jansons, che lo ha accettato come suo studente e che Nelsons considera un mentore.
Nel 2003 Nelsons è diventato il direttore d'orchestra principale dell'Opera Nazionale Lettone, carica che ha ricoperto fino al 2007. nel 2006 è stato nominato capo direttore d'orchestra della Nordwestdeutsche Philharmonie di Herford, in Germania, dove è restato fino al 2009. Nel luglio 2010 Nelsons ha fatto il suo debutto nel Festival di Bayreuth dirigendo il Lohengrin come opera d'apertura del festival.
Nell'ottobre 2007 l'Orchestra Sinfonica di Birmingham (CBSO) lo ha nominato suo dodicesimo principale direttore d'orchestra e direttore musicale, inizialmente con un contratto di tre anni. La sua prima direzione del CBSO si è svolta durante un matinée l'11 novembre 2007 per poi esordire in un concerto a pagamento nel marzo del 2008. Nel luglio 2009 Nelsons ha firmato un contratto per restare a capo del CBSO per altri tre anni, attraverso la stagione 2013/2014. Nell'estate 2012 il suo contratto è stato nuovamente rinnovato affinché il direttore d'orchestra lettone restasse a capo della CBSO anche durante la stagione 2014/2015. Nel 2013 è stato annunciato che Nelsons non avrebbe rinnovato il suo contratto dopo quest'ultima stagione.
Negli Stati Uniti, Nelsons si è mostrato per la prima volta sostituendo all'ultimo momento James Levine e dirigendo la Boston Symphony Orchestra nel marzo 2011. In seguito ha più volte diretto la BSO prima di esserne ufficialmente nominato direttore musicale per cinque anni nel maggio 2013.
Nell'estate 2014 Nelsons ha guidato il Festival di Lucerna, dirigendo anche la Sinfonia n. 3 di Gustav Mahler in memoria di Claudio Abbado.

### Vita privata
Andris Nelsons ha sposato nel 2011 il soprano lettone Kristīne Opolais dalla quale ha avuto una figlia, Adriana Anna.

## Discografia
- Brahms, Conc. pf. n. 1-2 - Grimaud/Nelsons/WPO, 2012 Deutsche Grammophon
- Bruckner, Sinf. n. 3 (Live, Lipsia, giugno 2016) - Nelsons/GOL, 2016 Deutsche Grammophon
- Chopin, Conc. pf. n. 1-2 (Live, Essen, luglio 2010) - Barenboim/Nelsons/SKB, 2011 Deutsche Grammophon
- Dvořák: Symphonie Nr. 9, 'Aus der Neuen Welt" - Heldenlied, Op. 111 - Andris Nelsons/Bavarian Radio Symphony Orchestra, 2013 BR
- Shostakovich, Sinf. n. 5, 8 e 9/Amleto (Musiche di scena) - Nelsons/BSO, 2016 Deutsche Grammophon - Grammy Award for Best Orchestral Performance 2017
- Shostakovich, Sinf. n. 10/Passacaglia da Lady Macbeth - Nelsons/BSO, 2015 Deutsche Grammophon - Grammy Award for Best Orchestral Performance 2016
- Shostakovich, Sinf. n. 4 and 11 - Nelsons/BOS, 2018 Deutsche Grammophon
- Wagner: Der fliegende Holländer - Kwangchul Youn/Anja Kampe/Christopher Ventris/Jane Henschel/Russell Thomas/Terje Stensvold/Royal Concertgebouw Orchestra/Andris Nelsons, 2015 RCO
- Beethoven Complete Symphonies - Andris Nelsons/Vienna Symphony Orchestra,  2019 Deutsche Grammophon

## DVD & BLU-RAY
- Puccini, Turandot - Nelsons/Guleghina/Giordani, 2009 Decca
- Puccini: La boheme (Royal Opera House, 2009) - Opus Arte/Naxos
- Wagner: Lohengrin (Bayreuth Festival, 2011) - Opus Arte/Naxos